# 다쓰미촌
다쓰미촌(巽村)은 와카야마현 가이소군에 설치되었던 촌이다. 현재의 가이난시 중심부의 남동부에 해당한다.

## 연혁
- 1889년 4월 1일 - 정촌제 시행으로, 나구사군 다쓰미촌이 발족.
- 1896년 4월 1일 - 가이소군 소속으로 변경.
- 1955년 4월 10일 - 가이난시에 편입. 다쓰미촌은 폐지됨.

## 촌장
- 다이타 신이치(大田信一): 1893년 5월 ~ 1894년 6월

## 교통

### 철도
- 노가미 전기철도
  - 노가미 전기철도선

## 참고문헌
- 角川日本地名大辞典 30 和歌山県